# 库尔特乡
库尔特乡，是中华人民共和国新疆维吾尔自治区阿勒泰地区富蕴县下辖的一个乡镇级行政单位。

## 行政区划
库尔特乡下辖以下地区：
塔本别勒切尔村、阿什勒村、库尔特村、喀拉巴喀依村、苏普特村、达拉阿吾孜村、萨尔巴斯村、温都尔哈拉村、布拉特村、朔克尔德村和吉拉特村。